# Anna Maria Rüttimann-Meyer von Schauensee

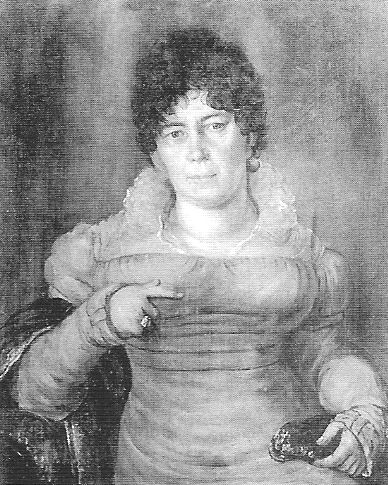
Anna Maria Rüttimann-Meyer von Schauensee

Anna Maria Rüttimann-Meyer von Schauensee, född 6 oktober 1772 i Luzern, död där 19 augusti 1856, var en schweizisk salongsvärdinna. Hon var gift med Vincent Rüttimann och brevvän med Paul Usteri. Hon höll en av de mest politiskt inflytelserika salongerna under den så kallade Helvetiska republiken.  

## Biografi
Anna Maria var dotter till Rudolf Franz Meyer av Theoderik Schauensee, medlem av inrikesministeriet, och Waldburga Fleckenstein, och tillhörde en inflytelserik familj i Luzern. Hennes äldre bror Franz Bernhard Meyer-Schauensee blev en av de mest inflytelserika schweiziska politiker av sin tid, och var justitieminister under Helvetiska republiken. Hon gifte sig 1794 och uppfostrade sina åtta barn enligt Jean-Jacques Rousseaus principer. 
Hon höll regelbundet salong i sitt hem, som blev ett centrum för politisk debatt och litterära och kulturella evenemang. Hon var från 1799 en nära vän med utgivaren Paul Usteri, med vilken hon upprätthöll en kontinuerlig brevväxling. Usteri höll henne uppdaterad om politiken och bad henne om råd i politiska och moraliska frågor. Hon agerade politisk rådgivare och medlare vid konflikter mellan politiska partier och Melchior Mohr och hennes bror Franz Bernhard Meyer-Schauensee. Hennes indirekta inflytande på den samtida politiska och kulturella utvecklingen i Schweiz uppfattades som stor.